# Дальбер, Сюзанна

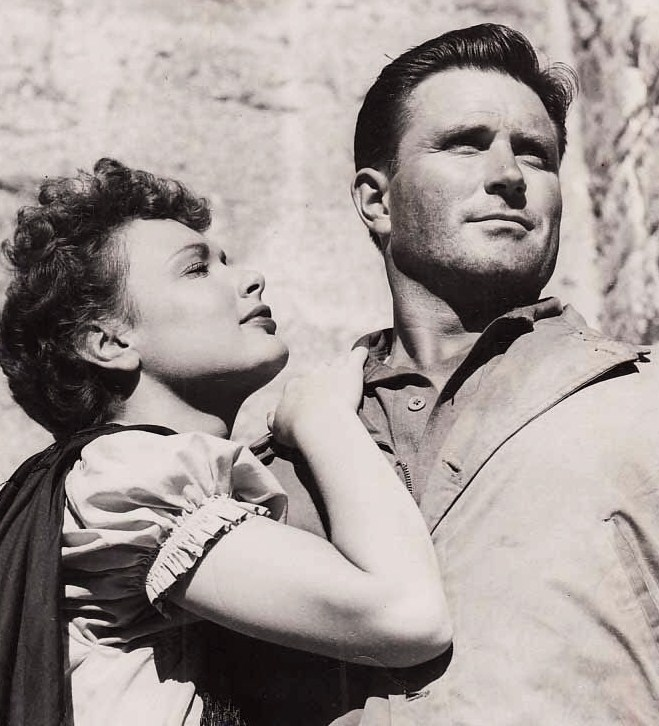
С Макклюр, Грег в фильме «Великое нападение» (1950 год, рекламная фотография)

Сюзанна Дальбер (фр. Suzanne Dalbert, 12 мая 1927, Париж — 31 декабря 1970, Франция) — французская актриса, снявшаяся в ряде американских фильмов и телесериалов в 1940-х и 1950-х годах.

## Биография
Дальбер родилась в Париже, Франция, и переехала в Соединённые Штаты после Второй мировой войны. На неё обратил внимание глава студии Paramount Хэл Уоллис, который надеялся сделать из неё крупную звезду. Она получила второстепенную роль в фильме «Обвиняемая», но была деморализована обращением с ней властного режиссёра Уильяма Дитерле.
Дальбер не стала ведущей звездой, но появлялась в небольших ролях в фильмах с большим бюджетом, а также играла главную женскую роль в фильмах категории B, таких как «Тропа Юкона» (1949). В 1949 году она приняла участие в знаменитой фотосессии журнала Life, где позировала с другими начинающими актрисами: Мэрилин Монро, Лоис Максвелл, Кэти Даунс, Энрикой Сомой, Лоретт Луэс и Джейн Най. С 1951 года она в основном снималась на телевидении, а в 1957 году оставила съёмки и вернулась в родную Францию.

## Смерть
Сюзанна Дальбер умерла 31 декабря 1970 года в возрасте 43 лет от передозировки.